# Чиликин, Борис Георгиевич
Борис Георгиевич Чили́кин (1905—1967) — инженер-конструктор, кораблестроитель, главный конструктор линейных корабей проекта 23 типа «Советский Союз», начальник и главный конструктор ЦКБ-17 (ныне ОАО «Невское проектно-конструкторское бюро»), заместитель министра судостроительной промышленности СССР, член Британского Королевского общества корабельных инженеров.

## Биография
Борис Георгиевич Чиликин родился в 1905 году в Москве, в семье врачей.
В 1929 году окончил кораблестроительное отделение Ленинградского политехнического института.
Работал мастером на заводе имени А. А. Жданова («Северная верфь»).
С 1930 года был конструктором, а затем заведующим корпусной секцией в конструкторском бюро Балтийского завода.
В конце 20-х начале 30-х годов руководил модернизацией линкоров «Марат» («Петропавловск»), затем «Октябрьская революция» («Гангут») и «Парижская коммуна» («Севастополь») на Балтийском заводе. Участвовал в разработке проектов линейных ледоколов типа «Иосиф Сталин».
С мая по ноябрь 1936 года исполнял обязанности главного конструктора, с декабря 1936 года по март 1939 года был главным конструктором, с марта 1939 года по июль 1941 года — главный конструктор и главный инженер, затем руководитель КБ Балтийского завода.
В 1936 году Чиликин возглавил проектирование линейного корабля проекта 23 типа «Советский Союз». К созданию нового корабля были привлечены учёные кораблестроители А. Крылов, Ю. Шиманский, П. Папкович, В. Власов. Первоначально срок завершения проектных работ намечался на 15 октября 1937 года, однако окончательно «проект 23» был утверждён постановлением Комитета обороны при СНК СССР только 13 июля 1939 года, спустя год после закладки головного корабля («Советский Союз») на Балтийском заводе. Однако с началом Великой Отечественной войны ни один из 4-х заложенных линкоров данного проекта («Советский Союз» в Ленинграде, «Советская Украина» в Николаеве, «Советская Россия» и «Советская Белоруссия» в Молотовске) построен не был.
В годы Великой Отечественной войны руководил разработкой проектов 23НУ и 24 линейных кораблей.
В 1942 году находился в командировке в США.
С 1943 года главный инженер и начальник ЦКБ-4.
В 1946—1956 годах заместитель министра судостроительной промышленности. Руководил созданием судов обеспечения космических полётов. Затем начальник ЦКБ-17 (ныне ОАО «Невское проектно-конструкторское бюро»).
Умер в 1967 году. Похоронен в Ленинграде на Богословском кладбище .

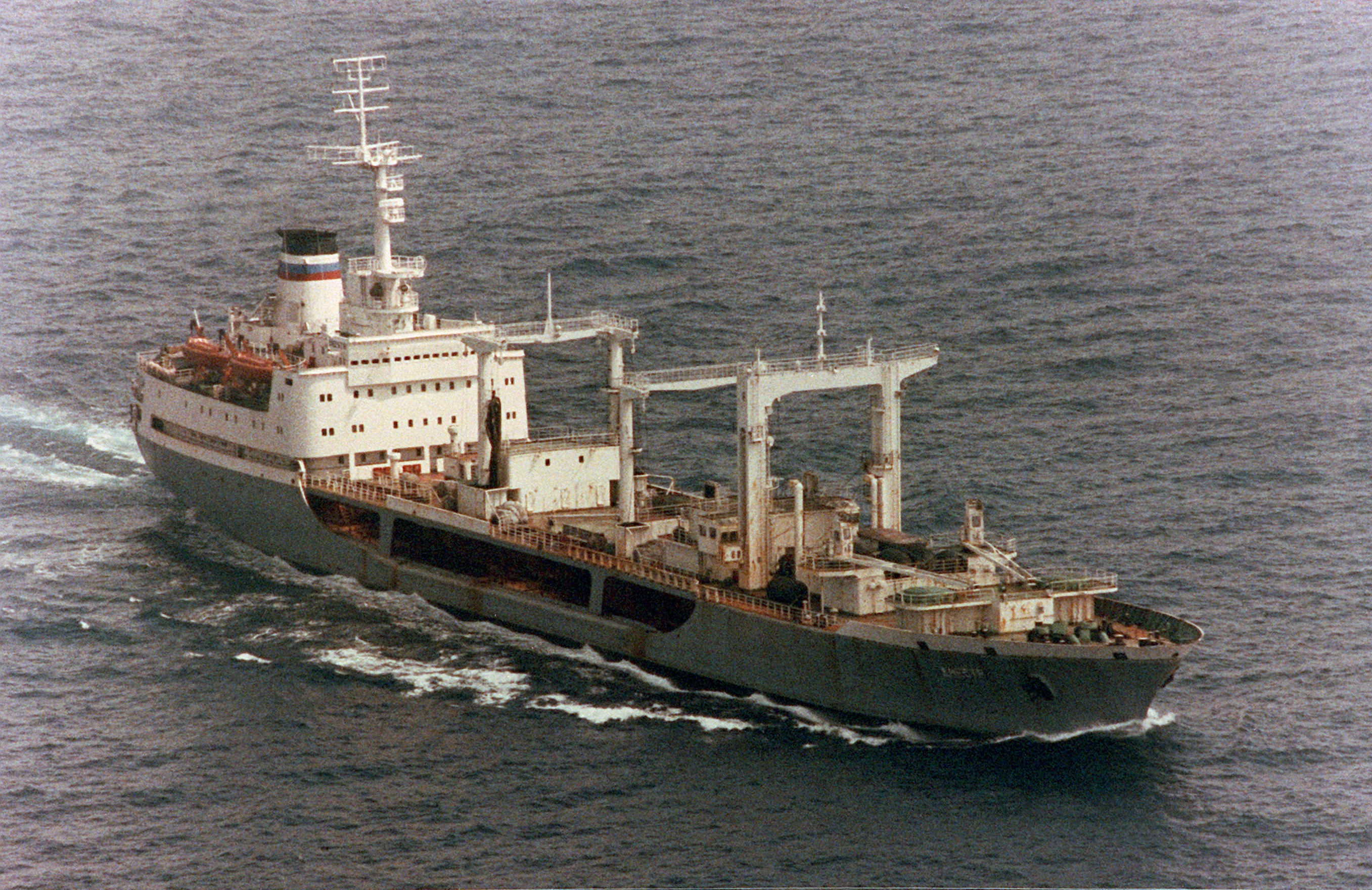
Танкер проекта 1559-В типа «Борис Чиликин»

## Память
- В 1970 году именем Чиликина был назван большой морской танкер проекта 1559-В «Борис Чиликин», построенный на Балтийском заводе. Спущен на воду и передан Черноморскому флоту в 1971 году (в 1997 передан Украине, носил имя «Макеевка», с 2000 года — гражданское судно, с 2002 года носит имя «Камбоджа Асиа») [7].

## Награды и премии
- Сталинская премия первой степени (10 апреля 1942) — за разработку проектов боевых кораблей.